# Asunción Cuyotepeji
Asunción Cuyotepeji (del Náhuatl: Coyotl, tepexitl ‘Coyote, peñasco’‘Peñasco del coyote’) es una localidad del estado mexicano de Oaxaca que se localiza en el noroeste de su territorio en la Región Mixteca.

## Historia
Los orígenes del poblado que es hoy Asunción Cuyotepeji no se conocen con certeza, pues los más antiguos registros históricos de la población se refieren únicamente al proceso por el cual se adquirieron los terrenos donde hoy se asienta y que se encuentra resguardados en el Archivo General de la Nación, ahí se encuentra la merced real que en el año de 1578 el Virrey de la Nueva España, Martín Enríquez de Almansa, expidió a favor de los habitantes de Asunción Cuyotepeji otorgándoles sus terrenos; 
Se tiene noticia de que fue encomienda de Juan Tello de Medina, quien la heredara a su hijo antes de 1550, quien al volverse sacerdote, pasaría la encomienda a su madre y posteriormente a La Corona entre 1570 y 1597.
En el año de 1704 los mismos terrenos fueron otorgados en posesión a un cacique, Mariano Villagómez, quien los heredó en 1785 a su hijo Gregorio Villagómez, esto redujo a los habitantes de Cuyotepeji a la condición de servidumbre a los dueños del terreno, por lo que algún tiempo después, cansados de las contribuciones que se les imponían iniciaron un pleito a los descientes de Villagómez con los que posteriormente llegaron a un acuerdo mediante el cual un comité vecinal asumió el control de la mayor parte de los terrenos a cambio de una renta. Los conflictos continuaron hasta que posteriormente a la Independencia de México, el 22 de agosto de 1861 los vecinos del poblado compraron definitivamente sus terrenos a los descientes de Villagómez, solucionándose finalmente el conflicto por su propiedad.
La población era originalmente conocida como Concepción Cuyotepeji, sin embargo alrededor de 1910 pasó a demominarse únicamente Cuyotepeji y hacia 1921 se estableció definitivamente en Asunción Cuyotepeji.

## Localización y demografía
Asunción Cuyotepeji se localiza en las coordenadas 17°55′49″N 97°40′24″O / 17.93028, -97.67333 y a una altitud de 1,760 metros sobre el nivel del mar, a unos 25 kilómetros al noreste de la ciudad de Huajuapan de León, ciudad con la que se comunica por la Carretera Federal 125, que es su principal vía de comunicación y la une hacia el sur con esta ciudad y hacia el norte con Tehuacán, Puebla, que se encuentra a una distancia aproximada de 90 kilómetros.
Los resultados del Conteo de Población y Vivienda de 2005 realizado por el Instituto Nacional de Estadística y Geografía, establecen que la totalidad de habitantes de Asunción Cuyotepeji es de 605, siendo 281 hombres y 324 mujeres.